# Bahnhof Nürnberg Nord

Der Bahnhof Nürnberg Nord (auch: Nürnberg Nordbahnhof) ist ein nur dem Güterverkehr dienender Bahnhof in Nürnberg und liegt am Nordring an der Übergangsstelle Rollnerstraße. Der frühere gleichnamige Kopfbahnhof wurde 2008 aufgelassen.

## Geschichte
Der Bahnhof wurde am 1. Juli 1899 durch die Königlich Bayerischen Staatseisenbahnen mit dem ersten Teil des Nordrings als dessen Endbahnhof in Betrieb genommen. Durch die Erweiterung des Nordrings am 1. Mai 1905 von Nürnberg Nord nach Nürnberg Nordwest entstand ein Kopfbahnhof mit zwei Ausfahrten.

### Möglicher Personenverkehr
Bereits kurz nach der Eröffnung des Güterbahnhofs, gab es Planungen, den Bahnhof auch für den Personenverkehr zu nutzen, die jedoch durch den Ersten Weltkrieg, in dem die Anlage für die Abfertigung von Soldatenzügen genutzt wurde, unterbrochen wurden. Anschließend verhinderten einflussreiche Bürger, da sie eine zunehmende Industrialisierung der Stadtteile Thon und Großreuth hinter der Veste befürchteten, den weiteren Ausbau des Personenverkehrs auf dem Nordring und forderten teils die Stilllegung des nordwestlichen Teils der Ringbahn. Nach dem Stadtratsbeschluss am 25. Januar 1925, den nordwestlichen Teil der Ringbahn erhalten zu wollen, formierten sich schnell wieder Forderungen, diesen für den Personenverkehr zu nutzen. Diese Überlegungen mündeten am 3. März desgleichen Jahres in einem Beschluss des Bauausschusses, den Kopf- in einen großzügigen Durchgangsbahnhof an der Großreuther Straße umzuwandeln. Im Mai 1929, einhergehend mit der Weltwirtschaftskrise, erteilte der Finanzausschuss der Stadt dem Vorhaben aus Kostengründen jedoch endgültig eine Absage.

### Nutzung zu den Reichsparteitagen
Bei den jährlich seit 1923 in Nürnberg von der NSDAP veranstalteten Reichsparteitagen besuchten ab der Machtübernahme der Nationalsozialisten 1933 große Menschenmassen die Stadt. Daher wurde der Bahnhof auch zur Abfertigung von Personensonderzügen genutzt. Beispiel hierfür ist ein festlich geschmückter „Diplomatenzug“, der Gesandte von Berlin zum Nürnberger Nordbahnhof transportierte. Von hier wurden die angekommenen Gäste mit Fahrzeugen abgeholt und weiter zu ihren jeweiligen Zielen gefahren.
Während der Reichsparteitage wurde der Bahnhof neben dem Südbahnhof zudem als sogenanntes „Mitropadorf“ genutzt. Da die örtlichen Hotelkapazitäten nicht ausreichten, wurden abgestellte Speise-, Schlaf- und Salonwagen für Diplomaten und Ehrengäste zu Hotels auf Schienen, um diese nicht in Lagern unterbringen zu müssen.
Ebenso erhöhte die Deutsche Reichsbahn letztmals durch einen Hinweis auf den steigenden Verkehr aus und in die annektierte Ostmark den Druck auf Nürnberg, den Nordring auszubauen und die Anlagen zu einem großen Durchgangsbahnhof bis zum Reichsparteitag 1939 umzubauen. Diese Pläne scheiterten jedoch an Streitigkeiten zwischen der Bahn und der Stadt um die Wegeführung. Insbesondere favorisierte die Stadt eine Unterführung der Rollnerstraße unter der ausgebauten Ringstrecke, die Bahn hingegen sah eine Schrankenanlage als genügend an. Als einzige Maßnahme wurde 1938 ein Durchgangsgleis mit Betriebstelle geschaffen, das seitdem einen Verkehr vom Nordost- zum Nordwestbahnhof mit Umfahrung des Kopfbahnhofes ermöglicht. Die Ausbaupläne wurden mit dem Beginn des Zweiten Weltkrieges nicht mehr weiter verfolgt. Der Kopfbahnhof diente zu dieser Zeit wieder zur Abfertigung von Zügen mit Soldaten und Ausrüstung für den Kriegseinsatz. Am 21. Februar 1945 fiel das Amtsgebäude den Luftangriffen auf Nürnberg zur Zerstörung der Infrastruktur zum Opfer.

### Rückbau

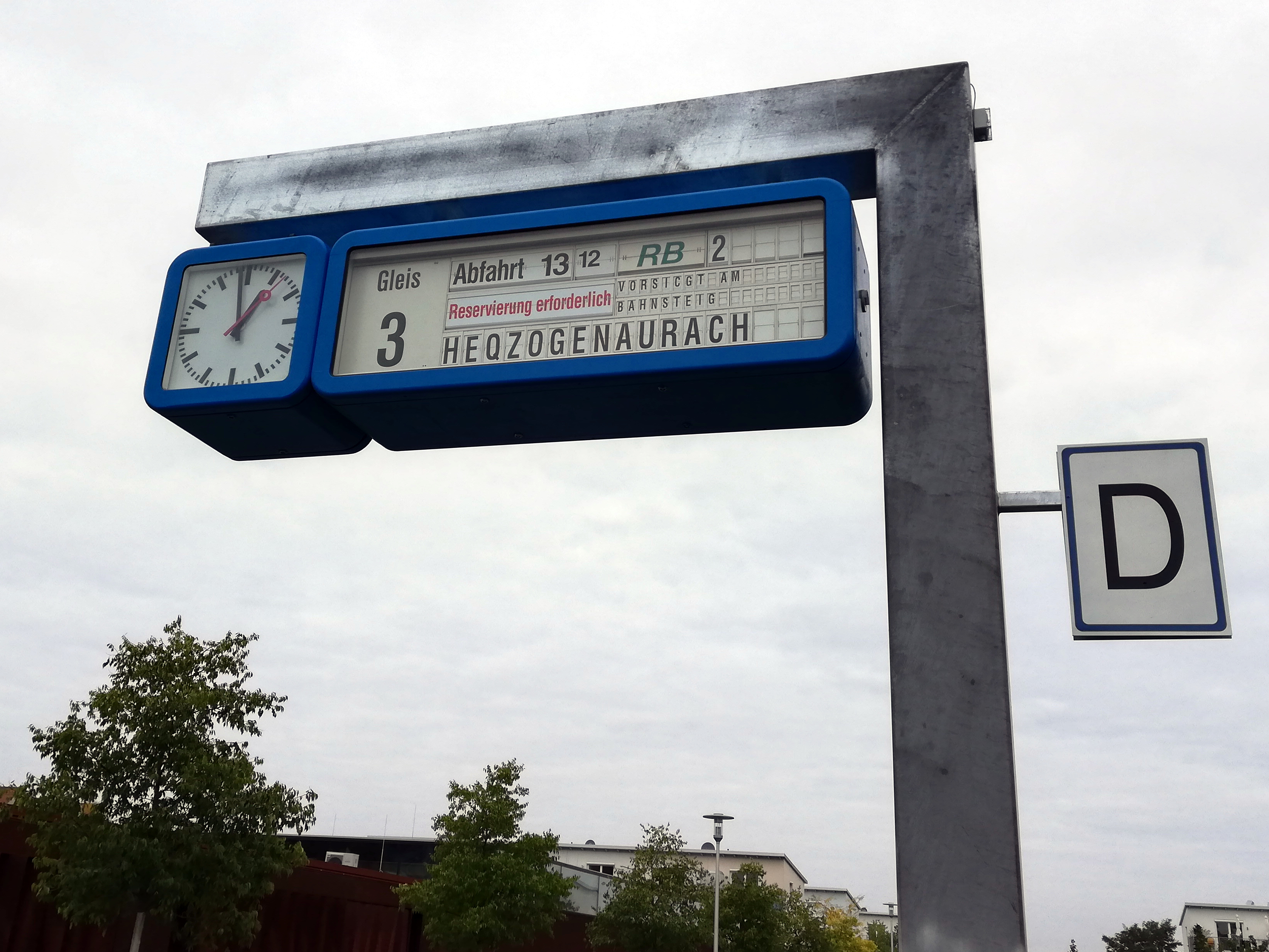
Fallblattanzeiger als künstlerisches Erinnerungsobjekt an den einstigen Bahnhof (2020)

Nach dem Krieg diente der Bahnhof wieder als Güterbahnhof, ehe 1976 seitens der Deutschen Bundesbahn die Einstellung der Stückgutabfertigung erfolgte. Nach dem Beschluss des 12. Deutsche-Logistik-Kongresses, die Anzahl der Güterbahnhöfe bis 2000 auf 35 in Deutschland zu reduzieren, wurde der Güterumschlag eingestellt. Ehe der Bahnhof Ende der 2000er Jahre vollständig zurückgebaut wurde, diente er lediglich noch für wenige Firmen als Anschluss. Heute befindet sich auf dem Gebiet des ehemaligen Kopfbahnhofs der gleichnamige Stadtteil Nordbahnhof. Der Bahnhof besteht nur noch aus dem Durchgangsgleis der Ringbahn, von dem einige Gleisanschlüsse abzweigen.
Am 19. Oktober 2020 wurde am ehemaligen Nordbahnhof ein Kunstprojekt des Münchner Künstlers Alexander Laner vorgestellt. Es handelt sich um einen ausrangierten Fallblattanzeiger der Deutschen Bahn, der ständig wechselnde Fantasie-Zugfahrten zu Zielen auf der ganzen Welt und andere kurze Texte anzeigt.

## Zukunft
Eine Durchbindung der Personenzüge von der Bahnstrecke Fürth–Cadolzburg über den Nordring zur Bahnstrecke Nürnberg Nordost–Gräfenberg wird seit Anfang der 1990er Jahre diskutiert und wurde im Rahmen des Nürnberger Nahverkehrsentwicklungsplans 2011 mit einem Kosten-Nutzen-Indikator von 1,57 als verkehrlich und volkswirtschaftlich sinnvolle Maßnahme eingestuft. Hierbei würde auf Höhe des heutigen Bahnhofs auch eine Haltestelle Nürnberg Nord beziehungsweise Rollnerstraße entstehen.
Die Bayerische Eisenbahngesellschaft kam hingegen in einer 2014 in Auftrag gegebenen Untersuchung mit einem Indikator von −0,22 zu einer negativen Bewertung der Trasse. Somit wäre die Strecke zwar verkehrlich ausreichend belastet, die hohen Kosten von 38 Millionen Euro zum Streckenumbau und zur Nachrüstung zwecks Lärmschutzmaßnahmen würden jedoch von den zu erwartenden Einnahmen nicht gedeckt werden.
Im Rahmen des Ausbauprogramms S-Bahn Nürnberg (AuSbauNü) wird seit 2021 über den Nordostbahnhof hinaus eine Durchbindung der Gräfenbergbahn als S-Bahn über die nördliche Ringbahn nach Fürth Hauptbahnhof und darüber hinaus über die Rangaubahn nach Cadolzburg untersucht. Hierbei wird auch die Einrichtung eines Haltepunkts Nürnberg-Nord bzw. Rollnerstraße geprüft.

## Bilder

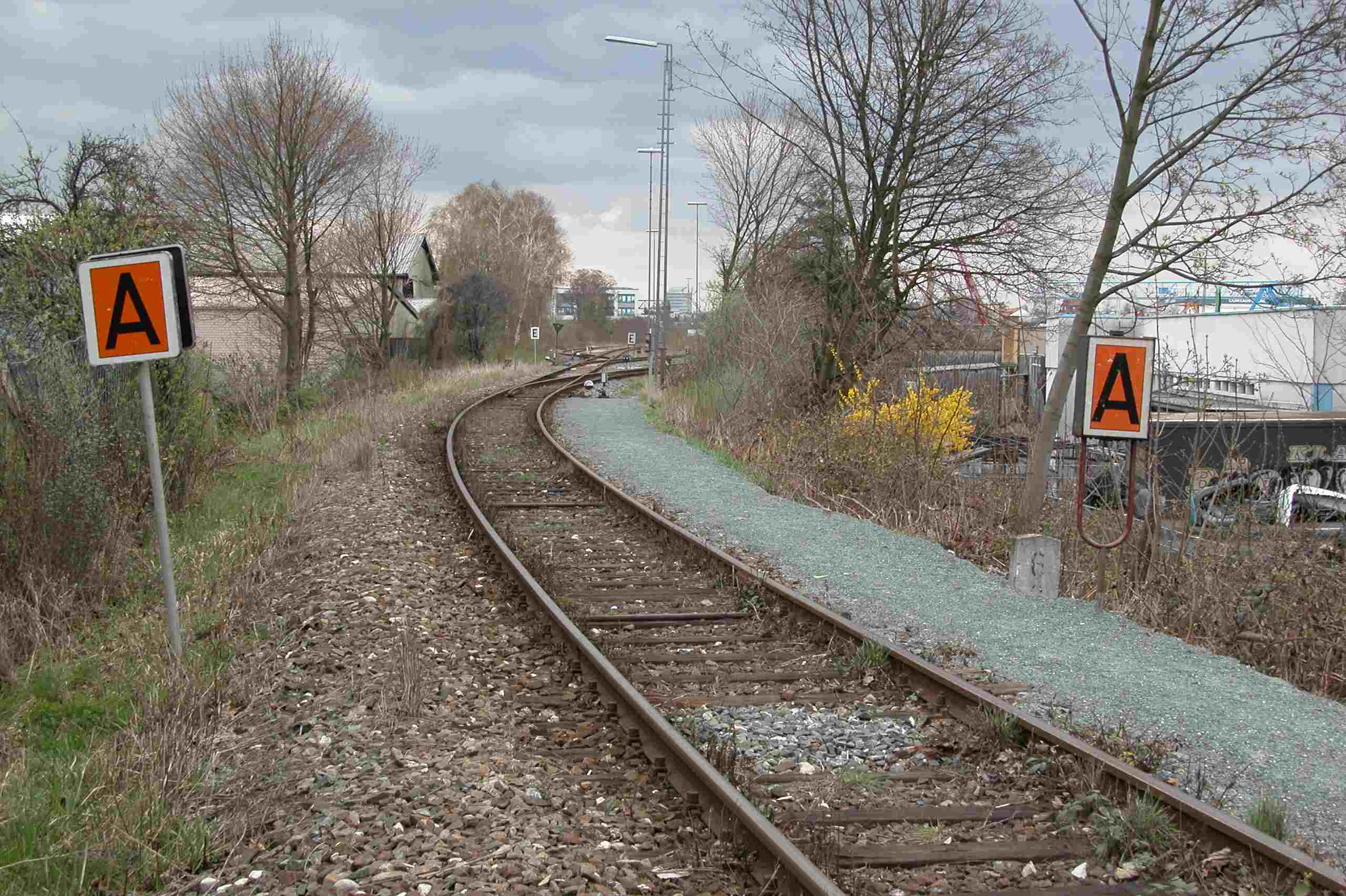
Einfahrt von der Ringbahn Richtung Nordostbahnhof (2005)
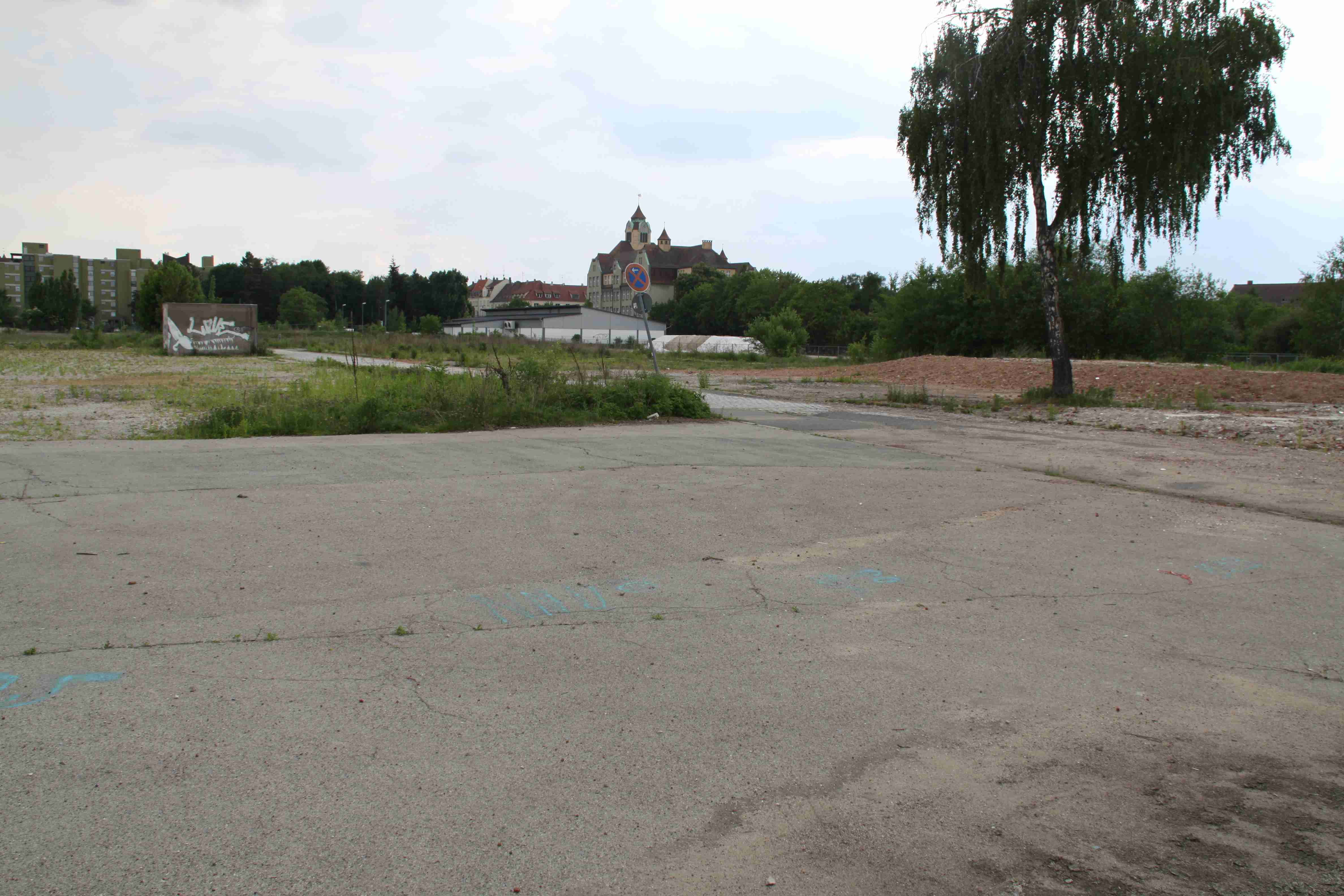
Gelände des Kopfbahnhofs (2011)
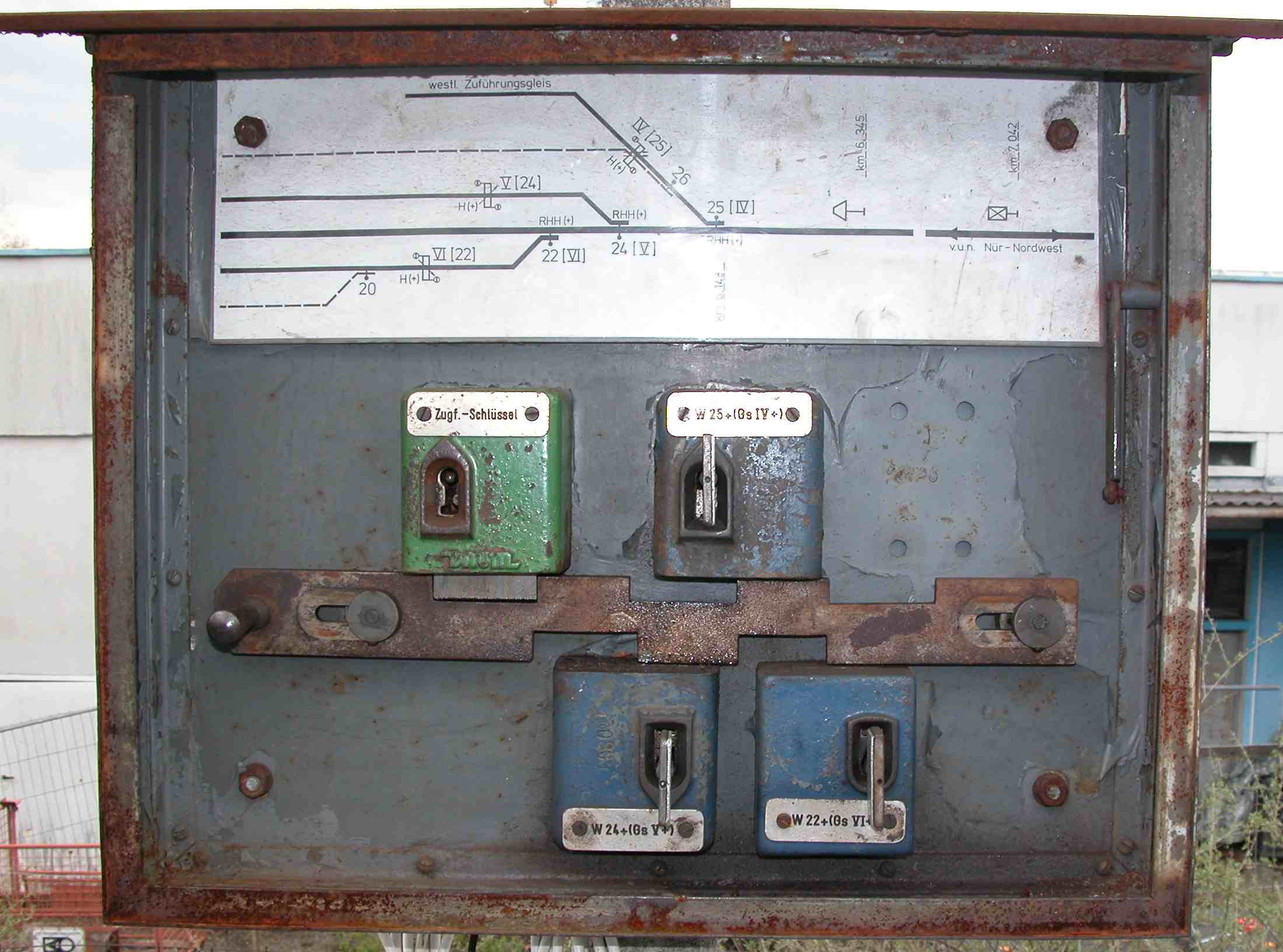
Schlüsselkasten (2005)
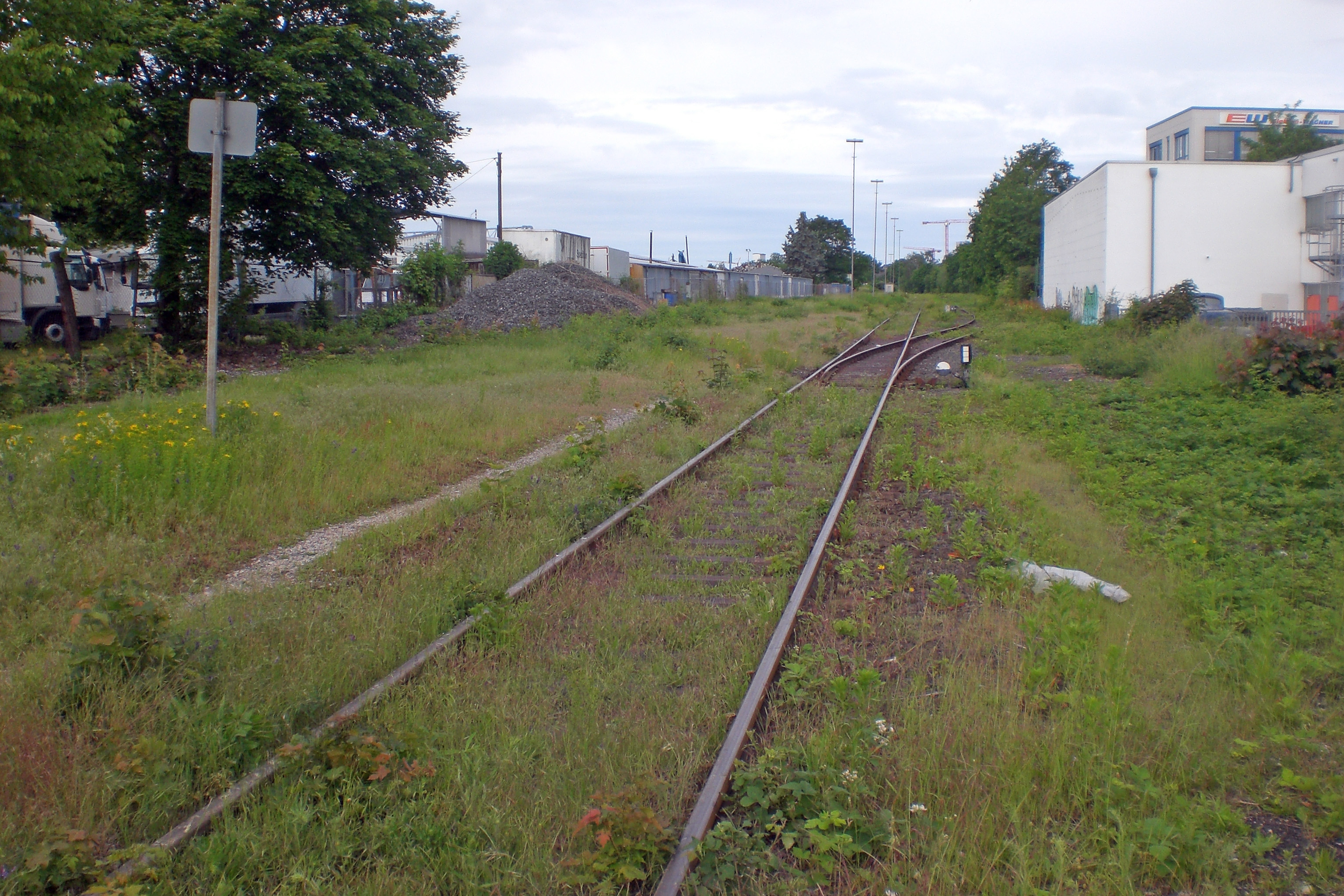
Blick von der Rollnerstraße zum Nordbahnhof (2024)